# کورکی لی
یونگ کورکی لی (انگلیسی: Young Corky Lee؛ زاده ۵ سپتامبر ۱۹۴۷–۲۷ ژانویه ۲۰۲۱) یک کنشگر مدنی، سازمان دهنده جامعه، عکاس و روزنامه‌نگار چینی-آمریکایی بود. او برنده جایزه عکاسی غیررسمی آسیایی آمریکایی بود. او خود را «یک چینی زاده در ایالات متحدهٔ اهل نیویورک … با دوربینی برای محو بی‌عدالتی‌ها برای چینی‌تباران آمریکایی، در برابر دیگر آسیایی‌تباران و اهالی خاور دور»، می‌نامید. آثار او تنوع و ظرایف فرهنگ آمریکایی آسیایی را که غالباً توسط رسانه‌های جریان اصلی نادیده گرفته شده و می‌شود را تشریح می‌کرد و سعی داشت تا تاریخ آسیایی‌تباران آمریکا را به بخشی از تاریخ آمریکا تبدیل کند.

## سنین جوانی و تحصیل
لی در ۵ سپتامبر ۱۹۴۷ در کوئینز، شهر نیویورک متولد شد.  او دومین فرزند لی‌یین چاک و جونگ سی لی بود که هر مهاجر چینی در ایالات متحده بودند. پدرش در جنگ جهانی دوم در ارتش ایالات متحده خدمت کرده بود و مادرش یک خیاط بود.  لی یک خواهر بزرگتر به نام «فی» و سه برادر بزرگتر به نام‌های «چان»، «جیمز» و «ریچارد» دارد. لی قبل از ادامه‌ی تحصیل در کالج کوئینز در سال ۱۹۶۵ در دبیرستان جامائیکا تحصیل می‌کرد. 
لی خودش عکاسی را یاد گرفت  و به دلیل نداشتن توانایی خرید دوربین دوربین‌ها را قرض می‌گرفت.  او گفت که کارش را از عکسی در سال ۱۸۶۹ الهام گرفته است که در یک کتاب درسی مطالعات اجتماعی دیده بود که تکمیل راه‌آهن بین قاره‌ای را در سران پرومونتوری، یوتا جشن گرفته شده بود. در حالی که این پروژه عظیم ساخت و ساز هزاران کارگر چینی را استخدام کرده بود، عکس فقط کارگران سفیدپوست را نشان می داد. پروژه کارگران راه‌آهن چینی دانشگاه استنفورد در آمریکای شمالی بعداً با اشاره به کارگران چینی که در عکس معروف «دست دادن» اندرو جی راسل قابل مشاهده هستند، به ادعاهای لی اعتراض کرد. 

## کار عکاسی
کار لی وقایع کلیدی در تاریخ سیاسی آسیایی آمریکا را مستند کرد.  عکس او در سال ۱۹۷۵ از یک مرد چینی آمریکایی که توسط افسران پلیس نیویورک کتک خورده بود، در نیویورک پست نمایش داده شد.  در روز انتشار تصویر، ۲۰،۰۰۰ نفر در اعتراض به وحشی‌گری پلیس در واکنش به ضرب و شتم پیتر یو، از محله‌ی چینی‌ها به سمت شهرداری راهپیمایی کردند.
لی از اعتراضات پس از قتل وینسنت چین در سال ۱۹۸۲ در میشیگان عکس گرفت. چین یک مرد جوان چینی آمریکایی ساکن دیترویت بود که توسط رونالد ایبنس، سرپرست شرکت کرایسلر موتورز و پسر خوانده‌اش کشته شد. عاملان به چین، چینی‌تبار، پس از اشتباه گرفتن ژاپنی بودن او حمله کردند، زیرا فهرست شرکت‌های ژاپنی به دلیل از دست دادن مشاغل صنعت خودروی آمریکا مقصر شناخته شدند.
عکس‌های او زندگی روزمره آمریکایی‌های آسیایی و همچنین لحظات تاریخیِ تاریخ آمریکا را به تصویر می‌کشد. لی گفت دوربین او شمشیری برای مبارزه با بی‌عدالتی نژادی، برای یادبود و قابل مشاهده کردن کسانی است که در غیر این صورت نامرئی می‌بودند، با مستند کردن زندگی فرهنگ‌ها و جوامع اقلیت آمریکایی.

## بازخوردها و تجلیل‌ها
شهردار نیویورک، دیوید دینکینز، روز ۵ مه ۱۹۸۸ را «روز کورکی لی» اعلام کرد، و کار لی را به عنوان یک کمک مهم به جوامع شهر نیویورک به رسمیت شناخت.
هان ژانگ، که در نیویورکر می نویسد، تأثیر فرهنگی آثار لی را شرح می دهد: «لی در محله چینی ها همان چیزی بود که بیل کانینگهام برای طنزپردازان منهتن بود، و روی دی کاروا برای هارلم پس از رنسانس».
در ۵ می ۲۰۲۳، از کورکی لی با گوگل دودل تجلیل شد.

## پایان عمر
لی در میان همه‌گیری جهانی بیماری کووید ۱۹ به این بیماری مبتلا شد. او دچار عوارض ویروس شد و در بیمارستان یهودی لانگ آیلند در فارست هیلز، کوئینز، نیویورک در ۲۷ ژانویه ۲۰۲۱ در ۷۳ سالگی درگذشت. اعتقاد بر این است که او هنگام گشت زنی در محله چینی‌ها با گروه‌های نگهبان محله‌ای که از ساکنان در برابر افزایش خشونت‌های ضد آسیایی محافظت می‌کردند، به این ویروس مبتلا شد. همسر لی، مارگارت دی، در سال ۲۰۰۱ بر اثر سرطان درگذشت.